# Tuberculatus grisipunctatus
Tuberculatus grisipunctatus är en insektsart. Tuberculatus grisipunctatus ingår i släktet Tuberculatus och familjen långrörsbladlöss. Inga underarter finns listade i Catalogue of Life.